# Ellipsica subaenea
Ellipsica subaenea är en kackerlacksart som beskrevs av Henri Saussure och Leo Zehntner 1895. Ellipsica subaenea ingår i släktet Ellipsica och familjen jättekackerlackor.
Artens utbredningsområde är Madagaskar. Inga underarter finns listade i Catalogue of Life.